# 216194 Újvárosy
216194 Újvárosy è un asteroide della fascia principale. Scoperto nel 2006, presenta un'orbita caratterizzata da un semiasse maggiore pari a 2,700191 UA e da un'eccentricità di 0,064329, inclinata di 14,265076° rispetto all'eclittica.